# Cose che nessuno sa
Cose che nessuno sa è un romanzo pubblicato nell'ottobre del 2011 da Alessandro D'Avenia.

## Trama
Margherita Forti, giovane milanese di 14 anni durante la vigilia del primo giorno di liceo, viene a conoscenza del fatto che suo padre Alessandro aveva lasciato la sua casa. Nelle settimane successive Margherita affronta una grande sofferenza e incolpa sua madre Eleonora per la situazione, nonostante questa stia affrontando la stessa sofferenza della figlia per l'assenza del marito. Inoltre, Margherita deve confrontarsi con la sua eccentricità che i suoi compagni di classe vedono come stranezza e i professori come difficoltà nell'apprendimento. Lo scopo del romanzo è raccontare la ricerca di se stessi da parte della ragazza, grazie all'aiuto di Giulio per cui prova una forte attrazione, dell'amica vivace Marta, dell'insegnante di lettere del suo liceo appassionato del ciclo troiano e della Nonna Teresa che sa come risollevare gli animi con i suoi saggi consigli. L'opera esplora la maturazione morale e psicologica di Margherita, oltre che degli altri personaggi, la quale deve superare il dolore e i problemi causati dall'assenza del padre.

## Struttura
Il romanzo è diviso in due parti, intitolate rispettivamente "Il predatore" e "La madreperla", più una parte finale e una iniziale.
- La prima parte, "Il predatore" è suddivisa in 10 capitoli.
- La seconda parte, "La madreperla" è una scrittura continua fino al finale.

## Edizioni
- Cose che nessuno sa, Collana Scrittori italiani e stranieri, Milano, Mondadori, 2011, ISBN 978-88-046-0916-2.